# Массовая гибель морских животных на Камчатке (2020)
Массовая гибель морских животных на Камчатке — экологическая катастрофа, произошедшая в сентябре-октябре 2020 года вследствие загрязнения воды изначально неустановленными ядовитыми веществами. Трупы морских животных были обнаружены на побережьях Халактырского пляжа, в Большой и Малой Лагерных бухтах и в бухте Бабья, а также на дне океана. Загрязнение также привело к появлению симптомов отравления у людей. В частности, в Авачинской бухте на глубине от 10 до 15 метров погибло 95% бентоса (донных живых организмов). По оценкам биологов, основанных на свидетельствах очевидцев, загрязнение охватило более 350 км тихоокеанского побережья (от бухты Калыгирь до мыса Лопатка), а также часть Охотского побережья Камчатки, в том числе у посёлка Озерновский, расстояние до которого по суше составляет 250 км к юго-западу от Авачинской губы.
Расследование причин ведётся учёными, общественными организациями, а также государственным структурами. Рассматривались разные версии причин катастрофы — как техногенные, так и природные. В связи с загрязнением акватории Камчатки Следственным комитетом РФ было возбуждено уголовное дело. На ноябрь 2020 года Росприроднадзор проанализировал 5000 проб, в некоторых из которых было обнаружено превышение допустимой концентрации различных ядовитых веществ техногенного происхождения, однако ни одно из них не могло привести к катастрофе такого масштаба. К аналогичным выводам пришли представители и других инстанций, исследовавшие пробы воды.
По основной версии, в итоге озвученной Российской академией наук, Следственным комитетом и Прокуратурой Камчатки, массовая гибель животных произошла в результате «красного прилива» — размножения динофитовых водорослей (динофлагеллятов) рода карения (Karenia selliformis), выделявших в воду большое количество ядовитых веществ.
В ноябре и декабре 2020 года новые случаи цветения водорослей и гибели морских животных не обнаруживались. Однако власти заявили, что поскольку катастрофа носит природный характер и связана с постепенным изменением глобальных климатических процессов, она может повториться в будущем. Для изучения акватории Камчатки после загрязнения, а также всех аспектов «красного прилива» была создана рабочая группа, в которую вошли представители Минобрнауки РФ, РАН, ДВФУ, правительства Камчатки, Росгидромета и других ведомств.

## История
В конце сентября сёрферы, посещавшие Халактырский пляж, в том числе спортсмены сборной России по серфингу и герои фильма Юрия Дудя «Камчатка — полуостров, про который забыли», сообщали о появившихся у них после купания в воде симптомах — рвоте, высокой температуре, судорогах, кашле, рези в глазах и слезотечении. Позже врачи диагностировали у некоторых из них химические ожоги роговицы глаза. Пострадало не менее 60 человек. Тогда же в сентябре местные жители фиксировали изменение цветности воды, которое также наблюдалось на спутниковых снимках.
29 сентября произошёл шторм, после которого на берег выбросило тысячи морских животных: нерпы, крабы, мидии, морские ежи, осьминоги. Местные жители начали массово распространять фотографии мёртвых морских животных, выброшенных на берег. Широкую огласку массовая гибель животных получила 2 октября, после того как на берегу в районе Халактырского пляжа были обнаружены выброшенными тысячи мёртвых тел различных видов.
По сообщениям местных дайверов, дно океана также усеяно мёртвыми обитателями морских глубин и представляет собой «большое подводное кладбище». Почти полная гибель всего живого на дне океана позже была снята ими на видео. Эти сведения подтвердили специалисты расположенного поблизости Кроноцкого заповедника, сообщив о гибели 95% придонных морских организмов.
30 сентября врио министра природных ресурсов и экологии Камчатского края Алексей Кумарьков по поручению губернатора Камчатского края Владимира Солодова попросил жителей воздержаться от посещения прибрежной территории в районе Халактырского пляжа и контакта с водой до прояснения всех обстоятельств, так как, по его словам, «ситуация представляет некоторую угрозу для здоровья жителей».
1 октября пилот местной авиакомпании Дмитрий Задирей снял с воздуха пятно в прибрежной линии океана в Кроноцком заливе (примерно на 80 км севернее Халактырского пляжа). По словам пилота, «это было нечто гигантское грязно жёлто-коричневого цвета, с жёлтой пеной вдоль берега. 30 лет на Камчатке летаю и такого не видел». Этот ролик получил широкое распространение в СМИ, однако долгое время его ошибочно ассоциировали с Халактырским пляжем. Тот факт, что загрязнение наблюдалось и намного севернее него, стал известен только 14 октября.
2 и 7 октября, по информации сахалинской телекомпании АСТВ, выброс морских животных был обнаружен на берегу острова Парамушир (северные Курильские острова), расположенного примерно в 300 км от Халактырского пляжа.
12 октября губернатор Камчатского края Владимир Солодов сообщил, что массовый выброс мёртвых гидробионтов, в том числе рыб, произошёл ещё на двух участках на Западном и Восточном побережье Камчатки — южнее Авачинской бухты и на Охотском побережье Камчатки.
13 октября массовый выброс мёртвых гидробионтов был обнаружен у посёлка Озерновский на западном (Охотском) побережье Камчатки, расстояние до которого по суше составляет 250 км к юго-западу от Авачинской губы.

## Версии причин катастрофы
Начальник Камчатгидрометцентра Вера Полякова отмечала, что обнаружению мёртвых животных поспособствовал шторм, произошедший с 28 на 29 сентября при скорости ветра 25 метров в секунду. Без него погибшие животные разлагались бы в толще воды.
Ряд специалистов сходятся во мнении, что имел место не разовый выброс ядовитых веществ, а их длительное воздействие.
Власти Камчатки заявляли, что в качестве основных версий рассматривают природное загрязнение, сейсмические и техногенные причины. Сейсмический фактор был отвергнут довольно быстро, так как вулканы Ключевская Сопка, Безымянный, Шивелуч, которые сейчас извергаются, находятся на расстоянии 300-400 км от акватории.
Данные Росгидромета свидетельствуют, что воды Авачинской бухты довольно часто подвергаются воздействию загрязняющих веществ. Основными источниками загрязнения являются предприятия судоремонтной и рыбообрабатывающей промышленности, рыбопромысловые и транспортные суда, а также канализационные стоки. Однако в этом случае в числе основных причин рассматривались возможные утечки с двух полигонов и цветение водорослей.

### Козельский полигон
Одной из основных версий, рассматриваемой с самого начала экоактивистами «Гринпис», СМИ и властями региона, была утечка токсичных веществ с Козельского полигона, расположенного у подножия Козельского вулкана. С 1979 года на нём хранится 108 тонн ядохимикатов, 20 тонн мышьяка и большое количество ртутных препаратов. Рядом с ним протекает река Мутношка, через 8,4 км впадающая в реку Налычева, которая затем впадает в Авачинский залив. О том, что вещества с этого полигона попадают в почву и воду, органы власти заявляли ещё в 2006 году, а в 2018 году полигон продолжал относиться к объектам накопленного вреда окружающей среде.
17 февраля 2021 года эколог Георгий Каваносян опубликовал на своём Youtube-канале «Экологика» результаты независимого исследования, продлившегося несколько месяцев. По заявлению учёного, ему удалось установить факты протечки Козельского полигона по меньшей мере по трём ядохимикатам. Согласно его версии, гидробионты и серферы были отравлены несколькими ядовитыми пестицидами и продуктами их трансформации, при этом главным отравляющим веществом, стал 2,4-дихлорфенол (производная пестицида 2,4-Д).

### Радыгинский полигон
Рассматривалась версия, что источником загрязнения является военный полигон Радыгино, расположенный в пригороде Петропавловска-Камчатского в 10 км от берега моря, на котором периодически проводятся стрельбы. В СМИ сообщалось, что на территории полигона с 1998 года закопано около 300 тонн высокотоксичного ракетного топлива (вероятно, гептила). Ранее на ненадёжность полигона указывал отчёт Министерства природных ресурсов Камчатского края от 2002 года. Тогда на полигоне Радыгино было выявлено загрязнение почвы, подземных и поверхностных вод несколькими видами ядохимикатов. Вспоминали также утечку гептила в 2015 году неподалеку от Халактырского пляжа на базе подводных лодок Вилючинск, который вытек из корпуса ракеты при её перегрузке с транспортного корабля, после чего военные смыли гептил водой в Тихий океан. Утечку с Радыгинского полигона как наиболее вероятную причину в самом начале расследования указывал кандидат биологических наук, сотрудник Камчатского института географии ДВО РАН Владимир Бурканов.
7 октября губернатор Владимир Солодов заявил, что во взятых с мест загрязнения пробах гептил обнаружен не был. 16 ноября об отсутствии гептила в пробах, взятой ими из Гротовой бухты, заявили также журналисты издания Life.ru.
Однако 24 октября эколог Георгий Каваносян в выпуске YouTube проекта «Редакция» сообщил, что учёные Химического факультета Московского государственного университета имени М. В. Ломоносова с помощью высокоэффективной жидкостной хроматографии и масс-спектрометрии обнаружили в пробах воды из Авачинской бухты продукты распада гептила — нитрозодиметиламин и тетраметилтетразен. По версии Каваносяна, гептил попал на дно шельфа с подземным потоком, который унёс фильтрат в анаэробных условиях с Радыгинского полигона. По его мнению, в течение нескольких лет возможны неоднократные повторения недавнего инцидента с гибелью морских животных, так как гептил «может выходить ещё. Точно так же протравливать и запускать механизмы «красных приливов» и травить всю Камчатку». В то же время, декан химфака МГУ Степан Калмыков уточнил, что продукты распада гептила нашли только в одной пробе из 20 (взятой в Большой Лагерной Бухте) и в очень низкой концентрации, и заявил, что такое количество этого вещества не могло стать причиной произошедшей гибели морских животных.

### Сброс нефтепродуктов с танкера
Загрязнение воды нефтепродуктами и фенолом первоначально связали с возможной утечкой из одного из проходящих рядом с заливом коммерческих танкеров. Исследования песка и воды с Халактырского пляжа действительно показали наличие горюче-смазочных материалов. Затем было найдено судно, сбрасывавшее загрязнённые воды 23 сентября. Однако по данным следствия, объём сброса был «незначительным» и не мог привести к столь масштабным эффектам. Глава общественной организации «Эковахта Сахалина» Дмитрий Лисицын также указывал, что нефтепродукты вряд ли являются причиной этой природной катастрофы, так как при попадании в воду нефтепродуктов на поверхности воды образуется плёнка. Позже проректор Дальневосточного федерального университета Дмитрий Земцов подтвердил, что обнаруженной концентрации нефтепродуктов и фенола недостаточно для массовой гибели животных. Руководитель Всероссийского научно-исследовательского института охраны окружающей среды Александр Соловьянов также считает, что так как загрязнение выявлено в заливе, то, скорее всего, оно не являлось следствием утечки с танкера, вместо этого сброс фенолов, если он имел место, произошёл на реке вдоль её водотока.

### Активность водорослей
12 октября вице-президент Российской академии наук Андрей Адрианов объявил, что почти полная гибель морских организмов в Авачинском заливе на Камчатке была вызвана не техногенными причинами, а аномально активным цветением морской воды, известным как «красный прилив», которую вызвали динофлагелляты рода Gymnodinium.
Эту версию подтвердила российский исследователь «красных приливов» и руководитель лаборатории морской микробиоты Национального научного центра морской биологии во Владивостоке Татьяна Орлова. По её данным, отравление акватории Авачинского залива связано со слишком активным размножением микроводорослей, которые выделяют ядовитые для беспозвоночных вещества. «Красные приливы» наблюдаются на Камчатке из года в год, но не всегда выбросы погибшего бентоса случаются на людных пляжах.
Начальник научной водолазной группы Беломорской биологической станции Московского государственного университета Александр Семёнов указывал на американские исследования, увязывающие учащение «красных приливов» в северной части Тихого океана с потеплением климата. По его данным, средняя температура за сентябрь на Камчатке выше нормы на 2-3 градуса, а в Петропавловске-Камчатском — на 4-5 градусов. Также на рост водорослей влияет такой антропогенный фактор, как повышенная концентрация фосфатов из-за моющих средств и удобрений.
Учёные Дальневосточного федерального университета установили, что полоса водорослей имеет чёткие границы, составляет 40 км по прямой, а её ширина колеблется от 30 до 100 метров от берега. По словам директора Института вулканологии и сейсмологии ДВО РАН Алексея Озерова, пятна из водорослей будут перемещаться из района загрязнения на юг, но не нанесут сопоставимого ущерба экосистеме.
Профессор кафедры экологии и природопользования Камчатского государственного технического университета, доктор биологических наук Татьяна Клочкова заявила, что прямых доказательств гибели животных из-за цветения водорослей (например, обнаружения природного токсина в тканях погибших животных), на 14 октября не имеется. В интервью РБК не названный собеседник, близкий к администрации президента, сообщил, что версия о природных токсинах стала приоритетной путём исключения других версий, не нашедших подтверждения путём анализа проб.

## Расследование причин катастрофы
1 октября Камчатская межрайонная природоохранная прокуратура начала проверку информации о загрязнении океанской воды в районе Халактырского пляжа, а 4 октября расширила проверку на территорию бухт Большой и Малой лагерной и бухты Бабья.
Процессуальную проверку по факту загрязнения начал также Следственный комитет РФ.
По факту загрязнения Росрыболовство возбудило дело по статье 8.42 КоАП РФ (нарушение специального режима осуществления хозяйственной деятельности на прибрежной защитной полосе).
Врио министра экологии и природных ресурсов Камчатского края Алексей Кумарьков заявил, что после того как в социальных сетях появились спутниковые снимки мутного шлейфа в устье реки Налычева, исследование проб воды, взятых там, показало отсутствие превышения допустимой концентрации вредных веществ, а появление мутного шлейфа Кумарьков объяснил естественными природными процессами. Однако 30 сентября были опубликованы первичные результаты анализа проб, взятых на месте происшествия. Согласно им, в районе Халактырского пляжа обнаружено превышение по нефтепродуктам почти в 4 раза, по фенолам — в 2 раза; вещества азотной группы, насыщение кислородом и щелочность были в норме. Отмечается, что при экстракции проб стекло химической посуды покрылось маслянистой субстанцией ярко-жёлтого цвета, что, по мнению Кумарькова, может свидетельствовать о присутствии в воде загрязнителя, близкого по свойствам к техническому маслу.
4 октября более 250 кг проб воды, грунта и образцов погибших животных были отправлены самолётом в Москву для изучения специалистами по токсикологии, химии и биологии. В частности, планируется работа с пробами специалистов РАН, Роспотребнадзора и Росприроднадзора.
В тот же день были взяты пробы воды и на побережье острова Парамушир в шести километрах от места обнаружения на нём мёртвых животных.
Активисты «Гринпис» сообщили, что 4 октября провели обследование акватории Халактырского пляжа и прилегающих к нему бухт к югу от Петропавловска-Камчатского и обнаружили несколько пятен неизвестного происхождения, одно из которых движется вдоль побережья в направлении Вулканов Камчатки, а также пену и мёртвых животных. В ответ на кадры, опубликованные Гринпис, губернатор Камчатского края Владимир Солодов заявил, что на них представлены «не нефтяное пятно, а впадение пресной воды в солёную».
6 октября врио руководителя научно-исследовательского института рыбного хозяйства и океанографии (КамчатНИРО) Александр Варкентин сообщил, что в правом притоке реки Налычева обнаружены подозрительные отложения «жёлто-коричнево-зелёного цвета» и пена по берегам, а цвет воды отличается от нормального. Были взяты пробы воды и грунта, которые были переданы в Следственный комитет, в Тихоокеанский филиал ВНИРО во Владивостоке и в местную лабораторию КамчатНИРО с целью проведения трёх независимых исследований.
В тот же день губернатор Владимир Солодов признал, что одной из двух основных версий причин загрязнения стала утечка ядохимикатов с Козельского полигона ядохимикатов, расположенного на реке Мутношка (правый приток реки Налычева). Солодов заявил, что 6 октября группа специалистов и представителей различных ведомств выезжала на полигон, где взяли пробы из скважин и реки Мутнушка. В процессе обследования было обнаружено, что на полигоне в нескольких местах оказалась повреждена геомембрана. Второй версией загрязнения, по словам Солодова, учёные называют отравление токсинами, выделяемыми при цветении микроводорослей.
Для исследования проб с мест загрязнения председателем Следственного комитета РФ Александром Бастрыкиным на Камчатку были направлены специалисты криминалистического центра СК.
7 октября следователи подтвердили факт загрязнения и возбудили уголовное дело по статьям по части 2 статьи 247 («Нарушение правил обращения экологически опасных отходов») и части 2 статьи 252 («Загрязнение морской среды») УК РФ. По заявлению представителя Следственного комитета РФ Светланы Петренко, в СК проверяются все возможные источники загрязнения, в том числе полигоны с захоронениями ядохимикатов. Член сборной России по серфингу Маи Рудик, получившая химические ожоги глаз во время тренировок на Халактырском пляже, признана потерпевшей по данному делу.
Учёные из Дальневосточного федерального университета (ДВФУ) начали собственное расследование по определению токсичного вещества и его источника, а также определения масштабов загрязнения. С этой целью учёные планируют создать сеть станций для сбора проб (итоговый научный доклад о расследовании причин гибели животных был представлен на заседании Учёного совета ДВФУ 26 октября). Прибыть на Камчатку для расследования причин загрязнения также намерены специалисты Федерального медико-биологического агентства (ФМБА).
8 октября Росприродназдор и власти Камчатки опубликовали отчёты, согласно которым в разных местах в районе загрязнения обнаружены высокие концентрации загрязняющих веществ: железа — в 6,7 раза, фосфат-иона — в 10,8 раза, фенола — от 2,5 раза до 4,6 раза, нефтепродуктов — от 3,6 до 7,3 раза выше нормы. Руководитель Всероссийского научно-исследовательского института охраны окружающей среды Александр Соловьянов утверждает, что наибольшее опасение вызывает превышение фенола, однако считает, что выявленные превышения являются фоновыми и не являются настолько значительными, чтобы вызвать подобные эффекты.
На карте загрязнений с результатами анализов проб воды, опубликованной 9 октября правительством Камчатки, в приложенных отчётах утверждается, что в реке Налычева концентрации нефтепродуктов и фенола превышены в 8 раз, железа — в 7,6 раза.
12 октября вице-президент Российской академии наук, академик РАН Андрей Адрианов объявил, что по результатам исследований гибель морских организмов в Авачинском заливе на Камчатке была вызвана не загрязнением воды химическими веществами, а аномально активным цветением морской воды, известным как «красный прилив». Токсины, которые в процессе жизнедеятельности выделяют представители рода Gymnodinium из типа динофлагеллят, губительны для беспозвоночных животных. 23 октября Адрианов сообщил, что цветение токсичных водорослей было официально признано причиной загрязнения, при этом уточнил род водорослей — Karenia selliformis (также представители динофлагеллят). 28 октября Адрианов заявил, что версия цветения водорослей осталась единственной, которую учёные рассматривают как рабочую. По словам Адрианова, «Объективный анализ всех полученных данных, многочисленных проб воды, грунта, водных организмов, проведённый в ведущих университетах, академических институтах и различных подведомственных учреждениях федеральных органов исполнительной власти, показал, что нет элементов техногенного загрязнения, которые бы были способны вызвать массовую гибель животных на протяжении сотен километров прибрежной зоны Юго-Восточной и Юго-Западной Камчатки». Обнаружение некоторого количества техногенных загрязнений учёный объяснил близостью города и порта. Также он заявил, что имело место цветение водорослей сразу нескольких видов.
23 октября представитель Следственного комитета РФ Светлана Петренко заявила, что СК РФ также считает природную причину основной версией загрязнения в Авачинском заливе. Также она отметила, что у людей, обратившихся за врачебной помощью, признаки токсического отравления обнаружены не были.
На 10 ноября Росприроднадзор проанализировал 5000 проб, в том числе с Козельского полигона. По словам главы Росприроднадзора Светланы Радионовой, в некоторых пробах было обнаружено превышение допустимой концентрации различных ядовитых веществ техногенного происхождения, однако ни одно из них не могло привести к катастрофе такого масштаба.
18 декабря замдиректора Национального научного центра морской биологии РАН Татьяна Орлова в ходе международного научного вебинара, организованного по инициативе РАН, заявила, что причиной массовой гибели животных у побережья Камчатки стала жгутиковая водоросль карения (Karenia selliformis), которая во время своего цветения ежедневно выделяла до трёх тонн феноловых органических веществ на квадратный километр прибрежной акватории Камчатки. По словам Орловой, конкретный вид микроводоросли был идентифицирован «с помощью современных методов микроскопии и генетических исследований».
17 февраля 2021 года после публикации экологом Георгием Каваносяном результатов независимого расследования о протечках на Козельском полигоне представители «Гринпис» направили обращение в Генеральную прокуратуру с просьбой провести ряд проверок.
Летом 2021 года учёными географического факультета МГУ им. М.В.Ломоносова было проведено исследование, основанное на пробах воды и грунта, отобранных с территории прилегающих бассейнов рек. По данным исследования, для экологически значимого загрязнения акватории залива через поверхностный сток концентрации загрязнителей должны превышать ПДК более чем в 8 раз при равномерном поступлении загрязнителя в течение года или в 3000 раз при поступлении в течение суток. По мнению исследователей, загрязнения такого масштаба неминуемо привели бы к геохимическим аномалиям в донных отложениях рек, впадающих в Авачинский залив. Наблюдаемые в пробах грунта аномалии содержания отдельных химических элементов имеют подтверждённую связь с участками бассейнов рек, расположенных на склонах вулканов Авачинского и Жупановского. По словам кандидата биологических наук, ведущего научного сотрудника Института проблем экологии и эволюции РАН им. А. Н. Северцова Евгения Есина, эти результаты подтверждены биоиндикацией по молоди мальмы в бассейнах: функциональные нарушения в организме рыб в реках отсутствовали, что, по его мнению, является свидетельством низкого химического загрязнения водотоков в течение двух-трёх последних лет. Исходя из этого, авторы исследования делают вывод о природных причинах катастрофы, которая, по их мнению, стала следствием «красного прилива».

## Реакция
Журналист Юрий Дудь заявил, что почти месяц после того как 9 сентября Гринпис опубликовал показывавшие загрязнение спутниковые снимки, местные власти не предпринимали необходимых мер по ликвидации катастрофы.
По мнению вице-спикера Госдумы Ирины Яровой, надлежащих мер местными надзорными органами принято не было, хотя именно их реакция должна была быть незамедлительной. Также Ирина Яровая и губернатор Камчатского края Владимир Солодов раскритировали медленную работу регионального Росприроднадзора в установлении причин загрязнения. Аналогичное заключение позже сделала и Прокуратура Камчатки, придя к выводу, что власти Камчатки первоначально не совершили всех необходимых мер для определения источника загрязнения и для его дальнейшего распространения.
Ксения Собчак, Тимати, Наталья Рудова, Рита Дакота, Кристина Асмус и другие певцы и актёры 4 октября призвали максимально широко освещать последствия катастрофы, которую, по словам Ксении Собчак, «попытались скрыть от людей».
На конец октября 2020 года 70% россиян считали, что экологическая катастрофа на Камчатке была вызвана деятельностью человека, и только 22% — природными причинами.